# Martin Braud
Martin Braud (Angoulême, 6 de enero de 1982) es un deportista francés que compitió en piragüismo en la modalidad de eslalon. Ganó dos medallas en el Campeonato Mundial de Piragüismo en Eslalon, plata en 2007 y bronce en 2005, y cinco medallas en el Campeonato Europeo de Piragüismo en Eslalon entre los años 2002 y 2006.

## Palmarés internacional
| Campeonato Mundial | Campeonato Mundial               | Campeonato Mundial | Campeonato Mundial |
| Año                | Lugar                            | Medalla            | Competición        |
| ------------------ | -------------------------------- | ------------------ | ------------------ |
| 2005               | Penrith (Australia)              | Medalla de bronce  | C2 por equipos     |
| 2007               | Foz do Iguaçu (Brasil)           | Medalla de plata   | C2 por equipos     |
| Campeonato Europeo |                                  |                    |                    |
| Año                | Lugar                            | Medalla            | Competición        |
| 2002               | Bratislava (Eslovaquia)          | Medalla de plata   | C2 por equipos     |
| 2004               | Skopie (Macedonia)               | Medalla de plata   | C2 individual      |
| 2005               | Tacen (Eslovenia)                | Medalla de bronce  | C2 por equipos     |
| 2006               | L'Argentière-la-Bessée (Francia) | Medalla de oro     | C2 individual      |
| 2006               | L'Argentière-la-Bessée (Francia) | Medalla de plata   | C2 por equipos     |